# Hợp đồng kỳ hạn
Hợp đồng kỳ hạn (Forward contract) là một hợp đồng không chuẩn hóa (Non-standardized) giữa hai bên để mua hoặc bán một tài sản tại một thời điểm xác định trong tương lai với mức giá được thỏa thuận tại thời điểm ký kết hợp đồng. Hợp đồng kỳ hạn được phân nhóm là một loại công cụ phái sinh. Luật Chứng khoán Việt Nam năm 2019 đã giải thích thuật ngữ về hợp đồng kỳ hạn: "Hợp đồng kỳ hạn là loại chứng khoán phái sinh giao dịch thỏa thuận, xác nhận cam kết giữa các bên về việc mua hoặc bán số lượng tài sản cơ sở nhất định theo mức giá đã được xác định vào ngày đã xác định trong tương lai".

## Đặc điểm
Đây là một thỏa thuận trong đó một người mua và người bán chấp thuận thực hiện một giao dịch hàng hóa với khối lượng xác định, tại một thời điểm xác định trong tương lai với một mức giá xác định trước. Đặc điểm của hợp đồng kỳ hạn bao gồm:
- Giá cả và khối lượng giao dịch được xác định trước, nhưng thực hiện hợp đồng vào một thời điểm trong tương lai
- Chỉ có hai bên tham gia vào việc ký kết, giá cả do hai bên tự thỏa thuận với nhau dựa trên những ước tính mang tính cá nhân
- Khi có sự thay đổi giá cả trên thị trường giao ngay, rủi ro thanh toán sẽ tăng lên khi một trong hai bên không thực hiện hợp đồng.

Bên đồng ý mua tài sản cơ bản trong tương lai giả định vị thế mua và bên đồng ý bán tài sản trong tương lai giả định vị thế bán. Giá thỏa thuận được gọi là giá giao hàng, bằng giá kỳ hạn tại thời điểm ký kết hợp đồng. Giá của công cụ cơ bản, dưới bất kỳ hình thức nào, được thanh toán trước khi quyền kiểm soát công cụ thay đổi. Đây là một trong nhiều hình thức lệnh mua/bán trong đó ngày và giờ giao dịch không giống với ngày giá trị nơi chứng khoán được trao đổi. Hợp đồng kỳ hạn, giống như các loại chứng khoán phái sinh khác, có thể được sử dụng để dự phòng rủi ro (thường là rủi ro tiền tệ hoặc tỷ giá hối đoái), như một phương tiện đầu cơ hoặc để cho phép một bên tận dụng lợi thế của chất lượng của công cụ cơ bản nhạy cảm với thời gian. 